# ФК Личанин
Личанин Загреб, је бивши хрватски спортски клуб (ХСК). Личанин је био спортски клуб са више спортских дисциплина основан у Загреб у. Клуб је основан у јесен 1928. године у Загребу од стране досељеника из Лике. У фебруару 1945. мења име у ФК Велебит и после тога је распуштен. 6. јуна 1945. одлуком министра народног здравља Федеративне државе Хрватске. Да би опет касних четрдесетих година био обновљен. А коначно распуштење је било почетком 1952. године. 
У саставу клуба осим фудбалске, деловале су и секције за рукомет. 

## Клупски успеси
- Прваци:

## Познати играчи
- Стјепан Бобек